# گلوریا پیتزیکینی
 گلوریا پیتزیکینی (ایتالیایی: Gloria Pizzichini؛ زادهٔ ۲۴ ژوئیهٔ ۱۹۷۵) یک تنیس‌باز اهل ایتالیا است. 